# SignalR
A SignalR az ASP.NET keretrendszerre épülő szerveroldali megoldás, mellyel hatékony kétoldalú aszinkron kommunikáció valósítható meg. A SignalR alapvetően Websocketre épülő megoldása révén hatékonyabb kommunikációt biztosít a szerver és a kliens között. Nincs szükség a szerver ú.n. pollozására, lévén a kétirányú csatornán direkt módon kommunikálhatunk. Beépített képessége révén skálázható környezetben is elhelyezhető.

## Részletek
A SignalR egy függvénykönvytár ASP.NET fejlesztőknek, mellyel valós idejű kommunikációs funkcionalitás építhető az alkalmazásba. 
A valós idejű kommunikációs réteggel lehetőség nyílik szerver oldali tartalom célzott vagy üzenetszórásos továbbítására.
A függvénykönyvtár a környezetnek megfelelő leghatékonyabb kommunikációs módot választja.
A SignalR igazi ereje a WebSocketben rejlik, amivel TCP felett kétirányú kommunikációs csatorna építhető ki. Amennyiben megfelelő a továbbító réteg a függvénykönyvtár automatikusan WebSocket-en keresztül kommunikál, egyéb esetben alternatív kommunikációs rétegen keresztül továbbít üzeneteket.
A SignalR magas szintű interfésszel ú.n. API-val rendelkezik. Szerveroldalon felülbírálhatóak és kialakíthatóak a környezetnek megfelelő események, kapcsolat menedzsment. Az interfész rendelkezik üzenetszórásos képességgel, akár csoportkezeléses megoldást alkalmazva.
Kliens oldalon a SignalR rendelkezik .NET-es és JavaScript alapú függvénykönyvtárral is. Így akár JavaScript oldalról hívható natív C# kód.
Nagyon fontos tény, hogy a jelenlegi álláspont szerint nincs semmiféle garancia az üzenetek célba érését tekintve.

## Fordítás
Ez a szócikk részben vagy egészben  a   SignalR című angol Wikipédia-szócikk ezen változatának fordításán alapul.  Az eredeti cikk szerkesztőit annak laptörténete sorolja fel. Ez a jelzés csupán a megfogalmazás eredetét és a szerzői jogokat jelzi, nem szolgál a cikkben szereplő információk forrásmegjelöléseként.